# Nationale parken in Nieuw-Zeeland
Nationale parken in Nieuw-Zeeland zijn grote gebieden, die landschappelijke schoonheid, ecologische kwaliteit, of natuurlijke kenmerken hebben die zo uniek, of wetenschappelijk belangrijk is, dat het behoud ervan van nationaal belang is.
Het oudste park, Tongariro, dateert uit 1894; het nieuwste, Rakiura, is in 2002 gesticht. In 2014 heeft het nationaal park Te Urewera een bijzondere status gekregen. 
Momenteel heeft Nieuw-Zeeland dertien nationale parken. Ze beslaan in totaal 28.000 km², ongeveer 10,7% van de landoppervlakte. Drie nationale parken liggen op het Noordereiland, negen op het Zuidereiland en het nationaal park Rakiura beslaat bijna het gehele Stewarteiland.
Het grootste nationale park is Nationaal park Fiordland, met een oppervlakte van ruim 12.000 km². Het kleinste is Abel Tasman, dat nog altijd een oppervlakte van 237 km² heeft.
De nationale parken zijn van groot toeristisch belang. 
Ze herbergen de spectaculaire landschappen van Nieuw-Zeeland en top-attracties zoals de fjord Milford Sound op het Zuidereiland, Aoraki/Mount Cook, de hoogste berg van Nieuw-Zeeland (3.724 meter), Tongariro, Ruapehu, Ngauruhoe en Taranaki, de vulkanen van het Noordereiland en de wouden langs de rivier Whanganui.
Nationaal park Mount Aspiring, Nationaal park Westland Tai Poutini, Nationaal park Aoraki/Mount Cook en Nationaal park Fiordland staan op de Unesco-werelderfgoedlijst als onderdeel van Te Wahipounamu, het werelderfgoedgebied Zuidwest Nieuw-Zeeland.

## Beheer
De nationale parken van Nieuw-Zeeland worden beheerd door het 'Department of Conservation' (Māori: Te Papa Atawhai),  veelal aangeduid als DOC, of DoC.
Het Department of Conservation beheert niet alleen nationale parken, maar ook andere gebieden die van ecologisch of cultuurhistorisch belang zijn, in totaal ongeveer een derde van het landoppervlak van Nieuw-Zeeland. Daarnaast is DOC ook betrokken bij het beschermen van bedreigde inheemse planten- en diersoorten. 
Tot de taak van DOC behoort ook de zorg voor de recreatie. DOC zorgt voor het onderhoud van wandelpaden – waaronder de 'Great Walks' –, hutten en kampeerterreinen. 

## Geschiedenis
Het eerste nationale park van Nieuw-Zeeland was Tongariro. Het gebied was in 1887 door Horonuku Te Heuheu, het hoofd van de Ngāti Tūwharetoa stam aan "de kroon" geschonken om er een nationaal park van te maken. De regering kocht meer Māori-land en vestigde het nationaal park Tongariro in 1894.
Al vrij snel daarna, in 1900, werd nationaal park Egmont gevormd. In de daarop volgende decennia kregen het nationaal park Arthur's Pass (1929) en het nationaal park Abel Tasman (1942) gestalte.
In de naoorlogse periode raakte het denken over nationale parken in een stroomversnelling. 
Tussen 1952 en 1964 werden zes nieuwe parken gevormd. Bovendien kwam de eerste wetgeving tot stand: de National Parks Act 1952. Belangrijke drijfveer was in die tijd de recreatie. 
Na 1960 wordt de invloed van natuurbescherming en ecologie groter. Daarnaast kregen de Māori een grotere stem. Dit leidde er zelfs toe dat het in 1954 ingestelde nationaal park Te  Urewera in 2014 een andere status kreeg. Het gebied kreeg rechtspersoonlijkheid en de verantwoordelijkheid voor het beheer kwam in handen van de 'Te Urewera Board' (raad). 
In 2002 werd het nationaal park Rakiura ingesteld, dat het grootste deel van Stewarteiland beslaat. Stewarteiland is in omvang het derde eiland van Nieuw-Zeeland. Het ligt zuidelijk van het Zuidereiland en is grotendeels onbewoond. 
Er zijn plannen voor de vorming van nieuwe nationale parken. Zo is er al enige tijd sprake van een nieuw te vormen 'Kauri National Park' en heeft de Nieuw-Zeelandse natuurbeschermingsorganisatie 'Forest and Bird' opgeroepen tot de vorming van een 'Aotea National Park.'

## Overzicht van de nationale parken in Nieuw-Zeeland
De nationale parken van Nieuw-Zeeland zijn, van noord naar zuid:
| Naam                                 | Opgericht in | Oppervlakte in hectare. | Eiland        | Locatie                 | Beschrijving | Foto |
| ------------------------------------ | ------------ | ----------------------- | ------------- | ----------------------- | --- | ---- |
| Nationaal park Te Urewera (tot 2014) | 1954         | 212.700                 | Noordereiland | 38° 45′ ZB, 177° 9′ OL  | Een zeer groot gebied met inheems bos; in 2014 is de status van dit park gewijzigd. |      |
| Nationaal park Tongariro             | 1894         | 79.598                  | Noordereiland | 39° 12′ ZB, 175° 35′ OL | Oudste park, met drie actieve vulkanen |      |
| Nationaal park Egmont                | 1900         | 33.534                  | Noordereiland | 39° 16′ ZB, 174° 6′ OL  | Het gebied in een cirkel van 9 km. rondom Mt. Taranaki |      |
| Nationaal park Whanganui             | 1986         | 74.231                  | Noordereiland | 39° 35′ ZB, 175° 5′ OL  | bossen langs de oevers van de Whanganui |      |
| Nationaal park Abel Tasman           | 1942         | 22.550                  | Zuidereiland  | 40° 50′ ZB, 172° 54′ OL | Het kleinste nationale park, in het noorden van het Zuidereiland, met tal van baaien en zandstranden langs de Tasmanbaai |      |
| Nationaal park Kahurangi             | 1966         | 452.002                 | Zuidereiland  | 41° 15′ ZB, 172° 7′ OL  | Iets ten zuiden van het nationaal park Abel Tasman ligt dit afgelegen nationaal park, met bijzondere flora en fauna |      |
| Nationaal park Nelson Lakes          | 1956         | 101.753                 | Zuidereiland  | 41° 49′ ZB, 172° 50′ OL | Een bergachtig gebied ten zuiden van Nelson met twee grote meren |      |
| Nationaal park Paparoa               | 1987         | 30.560                  | Zuidereiland  | 42° 5′ ZB, 171° 30′ OL  | Aan de westkust van het Zuidereiland, tussen Westport en Greymouth; bekend zijn de 'pancake rocks' (pannenkoekenrotsen) van Punakaiki |      |
| Nationaal park Arthur's Pass         | 1929         | 114.394                 | Zuidereiland  | 42° 57′ ZB, 171° 34′ OL | Tussen Christchurch en Greymouth; midden in de Nieuw-Zeelandse Alpen |      |
| Nationaal park Westland Tai Poutini  | 1960         | 127.541                 | Zuidereiland  | 43° 23′ ZB, 170° 11′ OL | Van de hoge toppen van de Nieuw-Zeelandse Alpen tot aan de westkust; het park omvat gletsjers, regenwoud en meren/ Onderdeel van Te Wahipounamu, het werelderfgoedgebied Zuidwest Nieuw-Zeeland                                            |      |
| Nationaal park Aoraki/Mount Cook     | 1953         | 70.696                  | Zuidereiland  | 43° 44′ ZB, 170° 6′ OL  | Het gebied rondom de hoogste berg van Nieuw-Zeeland, Aoraki en de langste gletsjer, de Tasmangletsjer/ Onderdeel van Te Wahipounamu, het werelderfgoedgebied Zuidwest Nieuw-Zeeland                                                        |      |
| Nationaal park Mount Aspiring        | 1964         | 355.543                 | Zuidereiland  | 44° 23′ ZB, 168° 44′ OL | Onderdeel van Te Wahipounamu, het werelderfgoedgebied Zuidwest Nieuw-Zeeland |      |
| Nationaal park Fiordland             | 1952         | 1.257.000               | Zuidereiland  | 45° 25′ ZB, 167° 43′ OL | Het grootste nationaal park van Nieuw-Zeeland, in het zuidwesten van het Zuidereiland; fjorden, bergen en bergmeren, watervallen en uitgestrekte bosgebieden/ Onderdeel van Te Wahipounamu, het werelderfgoedgebied Zuidwest Nieuw-Zeeland |      |
| Nationaal park Rakiura               | 2002         | 16.300                  | Stewarteiland | 46° 54′ ZB, 168° 7′ OL  | Het nieuwste nationaal park; bedekt ongeveer 85% van Stewarteiland |      |